# Свадьба в Малиновке (оперетта)
«Сва́дьба в Мали́новке» — оперетта Бориса Александровича Александрова, написанная им в 1936 году по одноимённой украинской оперетте Алексея Пантелеймоновича Рябова.

## История создания
В СССР 1930-х годов жанр оперетты необычайно популярен. В музыкальных театрах страны одна за другой ставятся произведения Ж. Оффенбаха, Ф. Легара и И. Кальмана, а за ними и первые советские оперетты, в которых традиционные веселье и задор сочетаются с патриотической и злободневной тематикой.
Одним из первых советских композиторов, обратившихся к этому жанру, стал Борис Александров, сын Александра Васильевича Александрова — известного композитора-песенника, создателя Ансамбля песни и пляски Советской Армии. Музыкальная среда, в которой рос и воспитывался юноша, определила круг его интересов. В 1929 году Борис Александров заканчивает Московскую консерваторию по классу композиции у Р. Глиэра. Первое время он работает в Ансамбле песни и пляски Советской Армии, а в 1930 году переходит в ЦТКА — Центральный театр Красной Армии, пишет музыку к драматическим спектаклям, создаёт свои первые песни — поразительно распевные, близкие народной мелодике.
Эти черты дарования Б. Александрова привлекли внимание Г. М. Ярона — замечательного артиста и режиссёра, в то время одного из руководителей Московского театра оперетты. Летом 1936 года с Яроном встретился украинский либреттист Л. А. Юхвид и показал Григорию Марковичу первые наброски «Свадьбы в Малиновке». Вначале «Свадьба в Малиновке» (укр. Весілля в Малинівці) была написана на украинском языке на музыку Алексея Рябова. Ярона поразила романтичность, красочность и весёлость будущей оперетты, возможность показать народные песни и танцы. К работе были срочно привлечены Борис Александров и драматург-либреттист В. Я. Типот. Менее чем в три месяца «Свадьба в Малиновке» была завершена.
Премьера спектакля состоялась 8 ноября 1937 года на сцене Московского театра оперетты, практически одновременно с премьерой оригинальной украинской версии Рябова в Харькове.
Впоследствии, вспоминая работу над опереттой, Г. М. Ярон писал:

Когда я начинал ставить «Свадьбу в Малиновке», я и мои товарищи верили в широту возможностей жанра. Успеху постановки прежде всего способствовала музыка Александрова, исполненная ярких лирических красок, добродушного народного юмора. Проникновенно и глубоко композитор раскрыл характеры своих героев, сочно выписал колоритные народные сцены. «Свадьба в Малиновке» сыграла огромную роль в становлении советской оперетты, получившей развитие в творчестве И. Дунаевского, Ю. Милютина и других композиторов. Она сыграла большую роль и в судьбе Бориса Александрова, положив начало его активному творческому сотрудничеству с музыкальным театром.
В 1967 году на киностудии «Ленфильм» по сценарию одного из авторов либретто оперетты Л. Юхвида был создан широкоформатный цветной фильм «Свадьба в Малиновке».

## Сюжет
Привольно раскинулось в степи украинское село Малиновка. В зелени садов утопают белые мазанки. Но всё как будто вымерло вокруг, не звенят над Малиновкой по вечерам задорные девичьи песни. Идёт суровый 1919 год. Много бед пришлось пережить жителям села. А тут ещё новая напасть — в округе появилась банда Грицька — сына местного богатея Балясного, присвоившего себе пышный титул — пан-атаман Грициан Таврический. Однако, сколько бы Грицько ни важничал, плохи его дела — на глазах распадается бандитская шайка. Чувствуя, что ему недолго осталось атаманствовать, решается Грицько на последнюю подлость — задумывает насильно взять в жёны приглянувшуюся ему красавицу Яринку. А Яринка ничего не знает о грозящей беде. Радостно у неё на душе, ведь уже давно любит она молодого пастуха Андрейку.
Однажды утром, вздымая едкие клубы пыли, на сельской улице показалась конная банда Грициана. Рядом с атаманом красуется его верный адъютант Попандопу́ло. Глядя на него, трудно удержаться от смеха. На нём галифе из зелёного бильярдного сукна, фуражка блином, к тому же вся его маленькая тщедушная фигурка обвешана оружием. «Эй, Яринка, — останавливает девушку Грициан, — готовься к свадьбе! Сегодня в восемь часов мы с тобой обвенчаемся». В отчаянии бросилась Яринка вон из села. Единственная надежда — отряд Красной армии, который, по слухам, остановился где-то в лесу за яром.
Яринка разыскала красноармейцев. С участием выслушал взволнованный рассказ девушки командир отряда Назар Дума, выходец из этих мест, потерявший свою семью в сгоревшем селе. Трудная задача стоит перед Назаром, ведь у него всего тридцать бойцов, а у Грициана в банде — сто пятьдесят! И тогда он решает пойти на хитрость. Дума советует Яринке для видимости согласиться на свадьбу. План командира прост: когда бандиты перепьются, отряд внезапно нападёт на них и разгромит всю шайку. Чтобы подготовить эту операцию, Назар Дума под видом солдата, возвращающегося из плена, пробирается в Малиновку, где идёт подготовка к атамановой свадьбе. Однако задуманный план оказывается под угрозой срыва. Вначале Назар неожиданно встречает свою давно потерянную жену, которая едва не разоблачает его инкогнито, и узнаёт, что Яринка — его дочь. Затем командир узнаёт, что по распоряжению Грициана свадьбу решено сыграть на два часа раньше установленного срока. Сообщить об этом красноармейцам берётся Андрейка. Предупреждённые им бойцы являются на свадьбу в Малиновку вовремя!
Радостно приветствуют жители своих освободителей. Но красные кавалеристы торопятся — время не ждёт. После недолгого отдыха отряд выступает в поход. Рядом с командиром едет вновь обретённая дочь Яринка и счастливый Андрейка. Полощется по ветру красное знамя, звонко летит над Малиновкой знаменитая песня Первой конной.

## Действующие лица

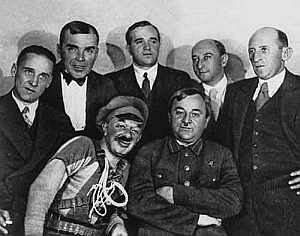
После премьеры оперетты «Свадьба в Малиновке». В первом ряду Г. М. Ярон и А. В. Александров. Автор Борис Александров — во втором ряду, в центре. 8 ноября 1937 года

Действующие лица приводятся по клавиру 1971 года.
- Назар Дума — командир отдельного отряда бригады Котовского
- София — жена Назара, крестьянка
- Яринка — их дочь
- Дед Нечипор — крестьянин
- Гапуся — его жена
- Андрейка — пастух
- Комариха и Василина — крестьянки
- Петря, Павло, Вася, Марченко — бойцы отдельного отряда бригады Котовского
- Яшка — артиллерист
- Грициан (Грицько) — атаман националистической банды
- Попандопуло — его адъютант
- Балясный — отец Грициана, кулак
- Гречкосий, Молочный, Кукла, Рыжая — бандиты
- Пан Чечель — врангелевский штабс-капитан
- Крестьянки, котовцы, грициановцы

Действие происходит осенью 1920 года на юге Украины.

## Музыкальные номера
Музыкальные номера приводятся по клавиру 1971 года.
- Увертюра

Действие первое

Картина первая
- № 1. Песня Яринки	— «Ах, цвети, расцветай цветом пышным…»
- № 2. Дуэт Яринки и Андрейки — «В путь дивчина провожает казака-котовца…»
- № 3. Дуэт Софии и Яринки — «Ты когда была ребёнком, не любила засыпать…»
- № 4. Песня Софии с женским хором — «Ой ты, ой ты, бидна голивонька…»
- № 5. Частушки — «Ах ты, горе — не беда, молоко без пенки…»
- № 6. Танец
- № 7. Сцена с бандитами

Картина вторая
- № 8. Антракт
- № 9. Терцет. (Петря, Вася, Яринка) — «У других девиц богатых сундуками полны хаты…»
- № 10. Песня Назара — «Ой и вырос в поле чистом дуб высокий и ветвистый…»
- № 11. Отъезд отряда — «Ой, пры лужку, пры лужку, пры широким поли…»

Действие второе

Картина третья
- № 12. Вступление
- № 13. Песня Андрейки — «Ой, ветер мой, ветер, скажи мне, куда торопишься целую ночь?..»
- № 14. Дуэт Яринки и Андрейки — «Не смотри ты лютым зверем…»
- № 15. Песенка Нечипора — «Я, когда в полку служил, чёрные усы носил…»
- № 16. Танцевальный дуэт Яшки и Гапуси. «В ту степь» — «Приготовьтесь, фрау-мадам…»
- № 17. Песня Назара и Софии с женским хором — «Широкая степь от пожаров дымится…»
- № 18. Песенка Попандопуло — «В Одессе жил, купался в море Чёрном…»
- № 19. Приближение котовцев — «Ой, пры лужку, пры лужку, пры широким поли…»

Картина четвёртая
- № 20. Песня «Ой, пры лужку, пры лужку» — «Ой, пры лужку, пры лужку, пры широким поли…»
- № 21. Балет
- № 22. Дуэт Яринки и Петри — «Здесь никто-никто моих не услышит жалоб…»
- № 23. Дуэт Яшки и Комарихи — «Ох, отшагал я по земле чужой…»
- № 24. Финал второго действия — «Нам счастья нет, нет житья…»

Действие третье

Картина пятая
- № 25. Вступление
- № 26. Пляска на свадьбе — «Рыболовцы, бравы хлопцы, рыбу ловили…»
- № 27. Куплеты Попандопуло — «На морском песочке я Жанету встретил…»
- № 28. Танец Яринки
- № 29. Заключение

## Крылатые фразы
- — А то я у тебя голову отвинчу, и скажу, шо так и було… (Попандопуло)
- — Ты со мной так не шути, а то у меня о-очень нервная система… (Попандопуло)
- — Щас они там без меня усё разграбят. А надо, шоб они со мной усё разграбили… (Попандопуло)
- — Слыхал, что сказал Риголетто? — Не, я тогда, наверно, на дежурстве был. (Петря и Вася)
- — Ты мне дай такую работу, чтоб все работали, а я на них кричал. (Яшка)
- Нечипор: Хорошие сапоги, на сто лет сапоги… (Вдруг хватает прислонённую к стене винтовку и наводит её на Яшку.) Руки вверх! Власть переменилась. (Яшка поднимает руки в сапогах.) Да не ноги, а руки вверх! Скидай сапоги![3][4]
- Яшка: Не просто Яшка, а Яшка-артиллерист. Третий правый ездовой, разворот направо… Батарея, к бою… Трубка пятнадцать, прицел сто двадцать… батарея — огонь, рраз… и мимо[3].
- Яшка (держась за виски): Я извиняюсь, Горпина Дормидонтовна, у вас мигрень не бывает?
Гапуся: Никого у нас не бывает. Такая скука![5]
- Попандопуло:Слушай, что я в тебя сразу такой влюбленный стал? Слушай, будь другом, сочини что-нибудь для меня лично, чтобы душа сначала развернулась, а потом обратно завернулась. За Одессу знаешь? (Напевает мелодию, Назар подстраивается). Смотри, композитор![6]
- Попандопуло (вдруг останавливает Назара): Слушай, ты же вундеркинд!
Назар: А что это такое?
 Попандопуло: А чёрт его знает! Что я в тебя сразу стал такой влюблённый? Всё! Будешь играть на свадьбе[7].